# 두키 탐험대
두키 탐험대(영어: Doki)은 캐나다의 애니메이션 시리즈이다. 이 시리즈는 포트폴리오 엔터테인먼트에서 제작되었고 2013년 4월 15일 방영되었다.

## 줄거리
이 시리즈는 두키라는 이름의 여섯 살짜리 개와 그의 다섯 친구에 관한 것이다. 여행 그룹 인 이 시리즈는 두키라는 이름의 여섯 살짜리 개와 그의 다섯 친구에 관한 것이다. 여행 그룹 인 월드와이드 익스페디션 클럽의 회원 인 의 회원 인 먼디, 오토, 아나벨라, 가비 및 피코.

## 방송 방영
- 미국: 2013년 4월 15일 ~ 2019년 (디스커버리 키즈,qubo)
- 한국: 2014년 3월 28일 ~ (EBS)

## 캐릭터
- 두키

성우: 김서영
호기심 많은 여섯 살짜리 개로 모험에 대한 애정이 미친 상황을 그에게 문제없이 만든다.
- 오토

성우: 이소영
개미 핥기이며 탐험가 그룹이 모험에 사용하는 차량 또는 운송 수단의 선장, 지휘자 또는 운전자이다.
- 먼디

성우: 장은숙
전문 정비사이기도 한 무당 벌레이고 그녀는 매우 정직하며 필요할 때 항상 다른 사람들을 돕는다.
- 아나벨라

성우: 정선혜
핫 핑크 플라밍고, 청순하고 사랑스러운 그룹의 여동생이고 항상 행복하고 사랑스러운 그녀는 공상을하는 경향이 있으며 아름답거나 특이한 것에 쉽게 산만해질 수 있다.
- 가비

성우: 김아영
밝고 활기차고 조숙 한 염소로 그룹에서 가장 어른스럽고 종종 팀이 항상 이해하지 못하는 복잡한 단어를 사용한다.
- 피코

성우: 정미라
청 수달은 항상 행복하고 재미 있고, 애정이 넘치며, 충동적인 것으로 알려진 어리석은 그룹 중 하나이다.